# Valetudo (satèl·lit)
Valetudo, també conegut com a Júpiter LXII (designació provisional S/2016 J 2), és un satèl·lit natural de Júpiter. Fou descobert per Scott S. Sheppard i el seu equip el 2016, però no ho anuncià fins al 17 de juliol de 2018 mitjançant la Minor Planet Electronic Circular del Minor Planet Center. Té aproximadament 1 quilòmetre de diàmetre i orbita el planeta a uns d'uns 24 milions de quilòmetres amb una inclinació de 34° i una excentricitat de 0,222. Té una òrbita prògrada, però es creua amb el camí de diverses llunes que tenen òrbites retrògrades i que, en un futur, hi podrien col·lisionar. S'anomenà així en honor d'la deessa romana de la salut i la higiene, besneta del déu Júpiter.